# Alas, I Cannot Swim
Alas, I Cannot Swim je debutové studiové album britské folkové písničkářky Laury Marling. V roce 2008 bylo nominováno na Mercury Music Prize.

## Seznam skladeb
Autorem všech skladeb je Laura Marling.
| Pořadí | Název                              | Délka |
| ------ | ---------------------------------- | ----- |
| 1.     | Ghosts                             | 3:01  |
| 2.     | Old Stone                          | 2:59  |
| 3.     | Tap at My Window                   | 2:48  |
| 4.     | Failure                            | 3:21  |
| 5.     | You're No God                      | 2:28  |
| 6.     | Cross Your Fingers                 | 2:24  |
| 7.     | (Interlude) Crawled Out of the Sea | 1:16  |
| 8.     | My Manic and I                     | 3:56  |
| 9.     | Night Terror                       | 3:09  |
| 10.    | The Captain and the Hourglass      | 3:10  |
| 11.    | Shine                              | 2:39  |
| 12.    | Your Only Doll (Dora)              | 7:19  |

- „Alas I Cannot Swim“ je na konci „Your Only Doll (Dora)“ jako skrytá skladba

## Obsazení
- Laura Marling - zpěv, kytara
- Marcus Mumford - akordeon, perkuse
- Tom Fiddle Hobden - aranže
- Pete Roe - banjo, klávesy
- Ted Dwane - kontrabas
- Joe Ichinose - housle